# Vi på vår gata
Vi på vår gata (engelska: The Kids of Degrassi Street) är en kanadensisk TV-serie som handlar om ett gäng barn som bor på Degrassi Street i Toronto. Tittaren får följa deras vardagsbestyr, skolgång, bekymmer och glädjeämnen.
Vi på vår gata sändes 1979–1986 i Kanada, och är den första i Degrassi-serien. Serien växte fram ur fyra kortfilmer: Ida Makes a Movie, Cookie Goes to the Hospital, Irene Moves In and Noel Buys a Suit, som ursprungligen sändes på CBC Television efter skoltid 1979, 1980, 1981 och 1982. Kortfilmerna hyllades för sin realistiska skildring av barns liv och vedermödor.

## Inspelning
Serien spelades in i Toronto.

## Visningar
Serien sändes även i BBC i Storbritannien och ABC TV i Australien. I Sverige visades serien i SVT2 från den 8 mars 1984 till den 23 september 1986.

## Avsnitt
| Nr | Titel                         | Svensk titel                | Sändningsdatum    |
| -- | ----------------------------- | --------------------------- | ----------------- |
| 1  | "Ida Makes a Movie"           | Ida gör en film             | 12 september 1979 |
| 2  | "Cookie Goes To The Hospital" | Cookie är på sjukhus        | 1 september 1980  |
| 3  | "Irene Moves In"              | Irene flyttar in            | 1 september 1981  |
| 4  | "Noel Buys A Suit"            | Noel köper kostym           | 30 maj 1982       |
| 5  | "Lisa Makes The Headlines"    | Lisa gör rubriker           | 13 december 1982  |
| 6  | "Sophie Minds The Store"      | Sophie tar hand om affären  | 20 december 1982  |
| 7  | "Casey Draws The Line"        | Casey, Lisa och Kaninen     | 27 december 1982  |
| 8  | "Pete Takes A Chance"         | Pete prövar lyckan          | 2 januari 1983    |
| 9  | "Chuck Makes A Choice"        | Chuck gör ett val           | 1 september 1983  |
| 10 | "Billy Breaks The Chain"      | Billy bryter kedjan         | 9 november 1984   |
| 11 | "Catharine Finds Her Balance" | Catherine går balansgång    | 16 november 1984  |
| 12 | "Benjamin Walks The Dog"      | Benjamin tar hand om hunden | 23 november 1984  |
| 13 | "Liz Sits The Schlegels"      | Liz sitter barnvakt         | 30 november 1984  |
| 14 | "The Canards Move Out"        | Lisa flyttar                | 14 december 1984  |
| 15 | "Martin Meets The Pirates"    | Martin och piraterna        | 4 januari 1985    |
| 16 | "Connie Goes To Court"        | Connies rättegång           | 11 januari 1985   |
| 17 | "Griff Makes A Date"          | Lisa och Griff              | 18 januari 1985   |
| 18 | "Samantha Gets A Visitor"     | Samanthas fisketur          | 25 januari 1985   |
| 19 | "Rachel Runs For Office"      | Rachel vill bli vald        | 1 februari 1985   |
| 20 | "Jeffrey Finds A Friend"      | Jeffrey får en vän          | 8 februari 1985   |
| 21 | "Connie Makes A Catch"        | Connie tar lyra             | 1 december 1985   |
| 22 | "Karen Keeps Her Word"        | Karen avlägger ett löfte    | 8 december 1985   |
| 23 | "Ryan Runs For Help"          | Ryan hämtar hjälp           | 15 december 1985  |
| 24 | "Martin Hears The Music"      | Martin håller måttet        | 22 december 1985  |
| 25 | "Lisa Gets The Picture"       | Lisas bild klarnar          | 29 december 1985  |
| 26 | "Griff Gets A Hand"           | Griff sträcker ut handen    | 5 januari 1986    |